# 黄兴

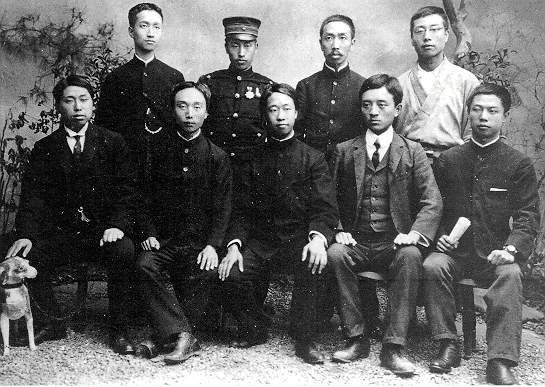
华兴会部分领导人（1905年摄于日本东京）。前排左起：1黄兴，2未知，3胡瑛，4宋教仁，5柳扬谷；后排左起：1章士钊，2未知，3程家柽，4刘揆一

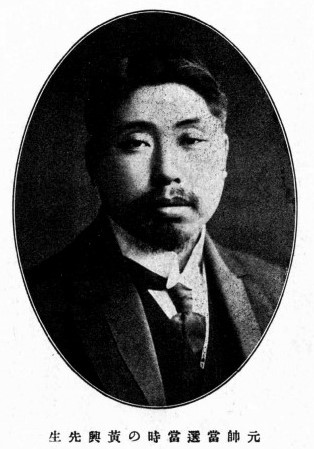
《民国之精华》中的黃興照片

黃興（1874年10月25日—1916年10月31日），原名轸，字廑午。后改名兴，字克強，湖南長沙人，中國近代民主革命家:5362。号庆午、竞武，曾用名李有庆、张守正、岡本義一、今村长藏。中華民國開國元勳，革命家。辛亥革命时期，與孫中山常被時人以“孫黃”並稱。1916年10月31日，黃興於上海去世。
1917年4月15日，黃興受民國元老尊以國葬於湖南长沙岳麓山。著有《黄興集》:5363、《黃克強先生全集》、《黄興未刊電稿》及《黃克強先生書翰墨績》刊行。

## 名字與稱號
黃興原名為軫，字克強，改名興，一字廑午，號慶午、競武。革命時期化名李有庆、张愚誠、张守正、冈本義一、今村长藏等:5362。因革命時中彈斷了右手兩指（扣板機的食指中指），亦稱「八指將軍」。

## 早年經歷
清同治十三年（1874年）9月16日，黃興在长沙市郊善化县的一个地主家庭诞生。父亲黃筱村是晚清秀才，母亲罗氏出生名门，养育了2男4女。黄兴在6个兄弟姐们中排第六。黃興幼年時思想受湖南的明末大儒王夫之的影响很深。黃興22歲中秀才，在讀書之餘亦喜愛武術，曾拜拳師李永球，學習巫家拳。
1898年，黃興受時任湖廣總督張之洞推薦，入武昌两湖书院读书，開始同情维新运动、認同变法主张。1902年，湖南官紳開始選派公費生東渡，並將留日自費生之貧苦者亦悉化為公費:8。黃興赴日本留学:5362，入东京弘文学院师范科学习。黃興、楊度等既至東京，時與日本師友接觸，問學研討之餘，深感救國之道，必先有理論，而後有事實，有學術而後有政治；尤須破除過去定於一尊之學風，始能盡除保守濡滯之積習；而介紹東西洋自由之學說，尤為開啟新機運之前提:9。10月，黃興抵達日本後不久，即和杨笃生等因之相與集議创刊《游学译编》:9。黃興並组织“湖南编辑社”，介绍西方科学與文化。

## 中年經歷
1903年，沙俄向清朝提出7項要求，企圖侵佔中國東北地區，此舉觸及日本，東京《朝日新聞》首先刊載，留日學生遂於神田錦輝館召開學生大會:21。4月29日，留日學生決定組織義勇隊抗俄以為國民倡導:16。據統計，各省留學生到會者500餘人，通過成立拒俄義勇隊，推陸軍士官學校藍天蔚為隊長，成員有黃興、楊守仁、陳天華等，日日操練，意欲隨時開赴前線:21。當中，尤以青年會成員最為積極，他們大都參加「拒俄義勇隊」，130人表示願赴戰場者，50人留東京辦事者，有女留學生願擔任看護:21-22。留學生正欲改名學生軍，在清朝壓力下，日本政府勒令解散:22。5月10日，留日學生惟有在學生軍集會上，議決改名為「军国民教育会」，以便跟進事態發展。其精神則不變，且公推代表二人回國，請袁世凱主戰:16。北京大學堂及上海教育界均覆電贊成，並紛紛集會，擴大宣傳力量:16。5月，黃興於弘文学院毕业。
是年6月初，黃興自日本回國，在湖南、湖北醞釀新行動:17。黃興回到上海，途经武昌时，黄兴返回母校两湖书院发表演说，武昌府知府兼院长梁鼎芬奉上令，将黄兴驱逐出湖北省境。6月21日，清朝命令嚴厲緝拿倡言革命之學生，意圖以高壓手段鎮壓風潮，然而大勢所趨已不可遏阻，留日學生各種刊物均廢光緒年號，直書黃帝紀元:17。黄兴於是将随身所携带4千餘冊《革命军》和《猛回头》分发给军学各界，然后登轮返回湖南。黃興至長沙應聘明德學堂主講席，課餘則秘密進行革命活動:1-2。黃興在长沙创办日语学校“东文讲习所”，并翻印邹容的《革命军》、陈天华的《猛回头》、《警世钟》等大量革命人士的书籍。

### 反清革命
黃興於1903年12月在湖南成立之華興會以及1904年在上海創立之光復會等組織:118。
1903年11月4日，他以其虚岁30大寿为由，卖掉自家庄园36亩土地，邀集刘揆一、章士钊、宋教仁、周震鳞、胡瑛、张继等12人，在长沙坡子街附近的保甲巷彭渊恂宅集会，以兴办矿业为名成立華興公司，口号是：“同心扑满，当面算清”。華興會遂於長沙創立:18。
1904年2月15日，华兴会在长沙龙璋的西园寓所正式成立。華興會之創立，以湖南、湖北留日學生及各學堂學生為主體，醞釀已久，《遊學譯編》之所論列，即其宣傳理論及溝通意見，而今可以行動:18。黃興處事素來沉毅慎重，故此華興會創立之日，黃被公推舉为会长後，即首先提議：望諸同志，對於本省外省各界與有機緣者分途運動，俟有成效，再議發難與應援之策:18。於是會眾分門別頪，各認職務，積極進行:1-2。以“驱逐鞑虏，复兴中华”为革命口号。科學補習所既成立，適值黃興自上海經武昌回湖南，科學補習所開會歡迎，黃提出華興會預定是年11月16日，乘慈禧太后七十生辰起義計劃，當經一致表示贊同，並約定湖南發難，湖北響應，從此工作進行，益趨積極:2-3。自華興會成立，黃即思會眾多屬學界，恐與哥老會黨眾或多隔閡，以劉揆一曾獲交哥老會大龍頭馬福益，因以聯絡會黨之責，另設一同仇會以支配，使哥老會與華興會總部不相直接，藉防機密偶然洩露，有礙大計:20。哥老會眾繼加入同仇會者以萬計，黃因仿日本將佐尉各級軍制編組為革命旅，自任大將兼會長職權，劉揆一任中將掌理陸軍事，馬福益任少將主會黨事務；旋復商訂乘慈禧壽辰起義計劃，並擬定長沙省城以武備學堂學生聯絡新舊各軍為主:126。随後约半年时间，華興會大力招募会员，並在外地設立分会，同时联络其他同性質的组织，议定于农历十月十日慈禧太后70岁生日大宴时在长沙起义。不久，黄兴变卖长沙的祖屋、田產多處筹集革命资金，并在长沙小吴门正街创办东文讲习所作为活动据点。

1904年夏天，楊守仁即偕兩同志設機關於天津，潛居京城數月，無隙可乘，乃失意南歸，得知黃興在湖南起義計劃，楊守仁乃留守上海，與章行嚴等密設愛國協會，以為接濟，並結合留日和省同志，遙為聲援:20。10月24日，由于起義的风声走漏，官府派兵查封華興會，策划长沙起义未成:5362。黄兴住宅被围，幸而黄兴外出，躲于龙璋家中，再秘密隐居圣公会三一堂（今基督教北正街教堂）近一月，从长沙乘船到上海，再逃往日本。次年黄兴再次回国策劃起義，失敗後再次折回日本。

### 同盟会时期
1905年7月，他结识孙中山，在日本拥护孙中山组成中国同盟会:5362。8月20日，中国同盟会在东京正式成立。黄兴任执行部庶务（行政庶务組長兼任副會長），居協理地位:5362。成为同盟会中仅次于孙中山的领袖，當時號稱孫黃，之后主要发展革命分子、组织武装起义。
1907年夏，到越南河内，与孙中山一起策划在南方起义。9月，黄兴先后参与或指挥钦廉防城起义；12月发动镇南关（今友谊关）起义:5362。
1908年3月，黄兴等人由安南再次进入广西，率领200餘人在钦廉上思起义:5362，与2万清军周旋月餘，并激战数十回，大破清军。后弹尽粮绝，以四人而御六百敌军，机智从容退回河内。之后云南河口起义:5362，都遭失败。
宣统元年（1909年）秋受孙中山之託，在香港成立同盟会南方支部，策划次年春广州新军起义:5362，再次失败。
1910年11月3日，与孙中山等在南洋檳榔屿（马来西亚）集会，决定在广州再举行起义，与清军决一死战。
宣统三年三月（1911年4月23日），副總指揮黃興與總指揮趙聲領導第三次廣州起義（黃花崗之役），黃興率領敢死隊進攻督署:5362。他首先發難，連發三彈，率敢死队百余人，攻入两广总督轅門，发现总督張堅白已逃跑。此次起义多人陣亡，事后收斂殉难者遗体，有八十餘具，察實身分者七十二具，史称“黄花岗七十二烈士”。黄兴指挥队伍杀敌，战至最终只剩他一人。右手负伤，断兩指，逃到广州河南女同志徐宗汉家，由她护送至香港就医。到了香港，黄兴入雅丽氏医院做手术，按医院的要求，做手术需要家属签名同意，最后徐宗汉以黄兴夫人的名义签字。黃興於辛亥三月二十九廣州一役失敗之後痛心多數青年同道之損失，及海外華僑捐款之虛擲。

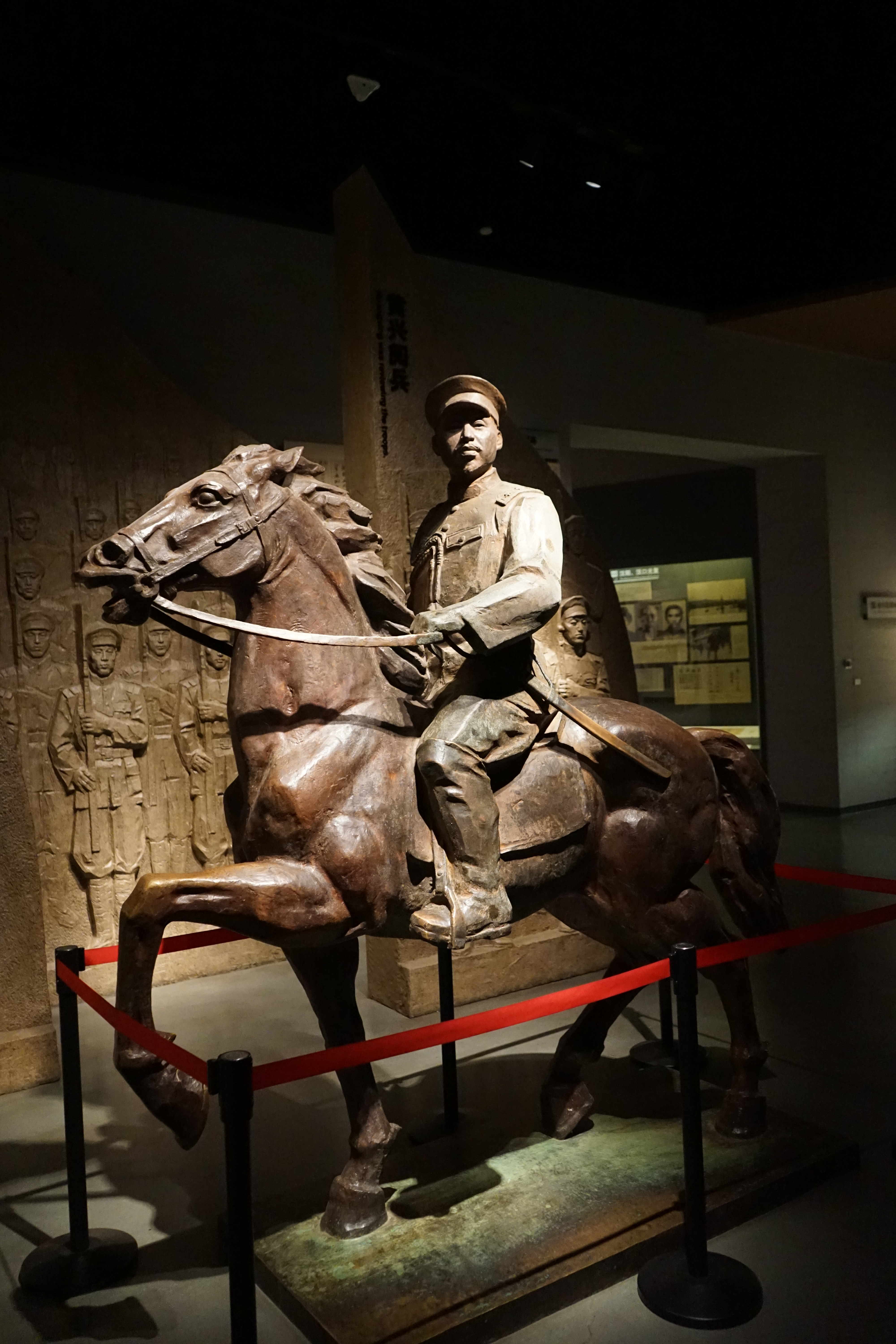
辛亥革命博物館的黃興騎馬雕像

1911年10月10日，武昌起义爆发。10月28日，黄兴由上海到达汉口，被推為中华民国军政府战时总司令，指挥民军和清军的战斗。革命军总司令黄兴在汉口、汉阳对清军作战:5362。苦战20余日后，民军退至武昌；此时，黄兴认为应转攻南京，遭当地革命党人反对，乃辞职去上海，設臨時元帥府於上海白克路九十二號。時慶親王奕劻私召袁世凱部屬楊度，交五十萬兩予楊度以圖收買革命黨。楊度到上海後通過唐紹儀介紹與黃興見面，以約十萬兩賄賂，之後黃同意清廷優待條件。黄兴于12月赶往南京指挥战事，并于12月2日一举攻下南京城。
在上海、苏州、杭州等地相继光复后，黄兴到上海:5362。12月4日，宋教仁、陈其美等却召集留在上海的各省代表在上海江苏省教育总会举行独立各省都督府代表会议，先後推举黄兴为代理大元帅和副元帅代行大元帅职权，均未赴任:5362-5363。同时议决公电孙中山归国主持大政。黄兴参与南北议和谈判:5363。后改推举黎元洪为大元帅。

### 民国时期
1912年1月1日，中华民国南京临时政府成立，黄兴任陆军总长兼任参谋总长:5363，授大元帥軍銜。16日，中華民國自由黨舉黃興為副主裁，黃辭謝。2月，黃興在南京辛亥三月二十九廣州革命先烈追悼會演說。
袁世凯接任臨時大總統。3月30日，袁世凱任黃興為參謀總長。临时政府北迁北京，3月31日，袁世凱任黃興為南京留守:5363，仍統轄南洋各軍，維持整理南方各军及南京地面之責；凡南方陸軍水師要塞，均歸留守處理，隨時通報陸、海軍部及參謀部；關於留守轄範圍內所需款項由留守咨商理財部籌解；南京留守府，俟南方軍隊整理就緒，即行裁撤。袁世凱另任徐紹楨為參謀總長:206。后来因没有经费，军队哗变。6月14日，黃興辭卸南京留守:199。黃興退居上海。8月13日，孫中山、黃興聯名通電各支部報告同盟会擴大改组为國民黨:208。黄兴任理事。8月17日，孫、黃已同登海輪，忽接北京同志來電告知前革命黨人張振武被藉故治罪殺害，暫緩啟行，黃即捨舟登岸並電詰真相，惟孫決心踐約，仍鼓輪北行:10。8月24日，孫行抵北京:208，英國路透社因而大力讚其度量超人萬萬，中國黨爭自能無形消弭。
10月，黃興自北京歸湖南，袁世凱為了拉攏黃興，特派員到長沙，以貂皮大褂贈黃母，並任命黃興為粵漢鐵路督辦，該職位為油水多的優差，袁世凱給黃興的密電中有「毋再高尚」一語，當時黃興從人甚多，經濟難以負擔，譚延闓與胡元倓也力勸黃興接受，黃興本人也欣然接受，但正式任命狀到時，上面有「交通總長朱啟鈐呈請任黃興為粵漢鐵路督辦，應照准」一語，也即該職位應受交通總長節制，黃興對此很不滿，但勉強接受。11月，黃興至漢口視察，與交通部爭論權限划分之事，朱啟鈐堅持該職位必須受交通部路政司管轄，最後，黃興放棄，乘兵艦赴上海。
1913年3月20日，国民党代理理事长宋教仁即遭預伏奸徒狙擊，腰際中彈，搶救無效，3月22日不治身亡:223。7月，孙兴师讨袁，发动二次革命。7月14日，黄兴由上海至南京，次日强迫江苏都督程德全宣布独立，任江苏讨袁军总司令。9月，南京被北洋军攻陷。失败後黄兴流亡日本:5363。
1914年7月，孙中山在日本组织中华革命党，黄兴沒有参加:5363，他已于6月30日乘船赴美国（15日到达），宣传反袁思想。

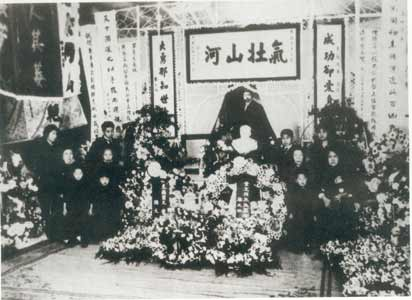
上海福开森路393号黄宅灵堂

1915年12月15日，袁世凯称帝。黄兴仍积极策动讨袁，与孙中山呼应:5363。黄兴派人促进云南护国军起义讨伐袁世凯，并在美洲为蔡锷率领的云南讨袁护国军筹措军饷。因孙中山、蔡锷多次电催，1916年5月9日，他由美国赶抵日本，为国内反袁斗争筹款购买军火。６月袁世凯忧愤而死。7月4日，黄兴返回上海:5363。
由于长期为革命事业而奔波，积劳成疾，1916年10月10日，黄兴因胃出血入院，10月31日，最终因食道與胃靜脈曲張破裂出血（肝門靜脈高壓所致；根據其死前多次大量吐血以及肝腫大所推測，為肝硬化常見之併發症）在上海去世，时年僅42岁。孙中山、唐绍仪为友人代表主喪。12月22日，大总统黎元洪遵国会议决颁令为黄兴举行国葬。
1917年4月15日，国葬黃興於长沙岳麓山云麓峰下小月亮坪。

## 与孙中山的關係
清末的重要革命团体和革命活动，多为孙中山与黄兴所謀劃组织。
1905年，孙中山所建立的兴中会与黄兴所建立的華興會等团体，在日本东京合并成立中国同盟会。在同盟会成立会上，黄兴提议：“公推孙中山先生为本会总理，不必经选举手续”，孙中山被推为总理。當時同盟會以興中會、光復會、華興會三個團體最具規模，成立會上興中會有代表三席次、光復會有十多席、華興會則擁有五十多席，推舉孫文上位的行為也充分展現了兩人的情誼。
1906年，在讨论中华民国国旗时，孙中山主张青天白日旗。黃興主张用井字旗，以示“平均地权”意——即中国歷史井田制的社会意义，且认为青天白日旗旗的形式不美，和日本國旗與軍旗相近，有日本併华之嫌。孙中山嫌井字旗既不美又有复古思想，沒有革命意義。双方争执不下，孙中山坚持己见，黃興力争不得，甚至大怒，誓言要脱离同盟会籍。章太炎、刘揆一则从中调解，暂时搁置议案。这是辛亥革命以前孙、黄最大的一次分歧，后黄兴“为党与大局，勉强从先生意”，放弃自己主张，孫文也改造了青天白日旗為青天白日滿地红旗。
1907年，光复会章太炎、陶成章等人以潮州起义失败为由，要求罢免孙中山总理职务，另举黃興担任，黃興推辞。最终光复会退出中国同盟会。
1909年秋天，陶成章等起草《孙文罪状》，再次对孙中山发难，要求改选同盟会总理。黄兴极力抵制，在给孙中山的信中，表示“陶等虽悍，弟当以身力拒之”。爾後陶成章被陳其美遣人刺殺於上海廣慈醫院，殺手為蔣介石。
在辛亥革命以前的几次“倒孙”风波中，黃興素以「成事不必在我」的信念，坚定地拒绝名利的誘惑，其大公無私和忍讓顧全的態度，贏得了多數民國元老乃至於後世人的敬重。
往後，孫黃在1913年宋教仁案发生后，针对讨袁的方式时再次有分歧，孙中山认为应该武装反抗，而黃興认为应该寻求司法，走和平路线。孙中山发动二次革命时，黃興響應起义，不久失败。孙中山把这次失败原因归结于國民黨党员不听话，特别是黃興不听他的領導，要另组秘密的中华革命党，以服从他为第一要旨。最后黃興並未加入孙中山当年7月所成立的中华革命党，而离开日本前往美国。在旧金山时他接到一些拥护者的来信，希望他另行组党。黃興回曰：“领袖惟有孙中山，其他不知也！” 
1916年黄兴逝世后，孙中山闻讯后悲痛欲绝，第二天即发函海内外哀告黄兴逝世消息。过去讣告多由死者亲属发布，而黄兴逝世讣告则由孙中山单独署名发布通令全國全黨，以示創立之義舉。

## 评价

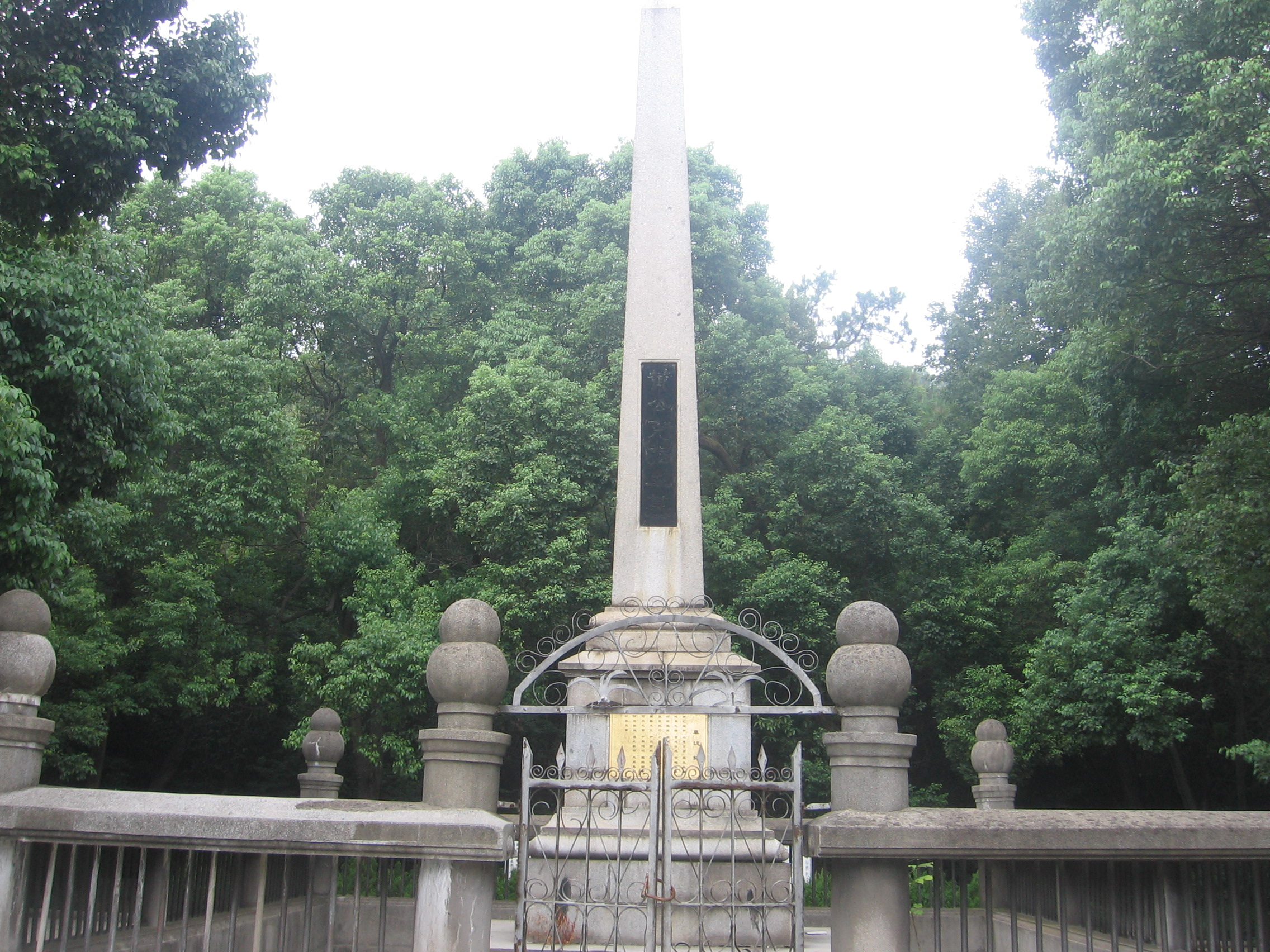
黃興墓

一般认为，孙中山是思想家、先行者，黃興是实干家。许多重要的革命活动由黃興所发动并亲自参与。他出生入死多回，最终积劳成疾而中年逝世，是推翻清朝统治、開創民国的元勳。革命时虽然与孙中山有所分歧，但并未夺权而是甘心居次席，鼎力相助之。由于黃興的派系人马在蔣介石北伐后備受忽略，其生前的重大贡献、理念和計劃也长期被擱置。1927年南京政府成立后，“孙黄并称”被“孙陈（其美）并称”所取代。直到1990年代，海峡两岸才开始重新重视黃興的功業。 
建立民国后，他初被推举为临时大总统，但并未接受，而是推举即将回国的孙中山。
袁世凯在亲信面前曾自信地評比孙中山、黃興：“孙氏志气高尚，见解亦超卓，但非实行家，徒居发起人之列而已。黄氏性质直，果于行事，然不免胆小识短，易受小人之欺”。
黄兴逝世时，在日本疗病的同乡蔡锷万分悲伤，写下挽联：“以勇健开国，而宁静持身，贯彻实行，是能创作一生者；曾送我海上，忽哭君天涯，惊起挥泪，难为卧病九州人。”不久蔡锷也因病逝世。两人同葬岳麓山。
据说章太炎的外号“章疯子”乃出自於盛怒中的黃興之口。章太炎很敬重黃興，曾愿拥戴黃興为同盟会领袖。在黃興的追悼会上，章太炎送的挽联写道：“无公则无民国，有史必有斯人。”
冯自由评价黄兴说：“世称孙、黄为开国二杰，克强诚当之无愧矣。”
汪兆銘詩（1938年）：黃花嶽麓兩聯綿，此日相望倍惕然。百戰山河仍破碎，千章林木已風煙。國殤為鬼無新舊，世運因人有轉旋。少壯相從今白髮，可堪攬涕墓門前。
同盟会元老胡汉民曾评价黄兴说：“黄兴是个标准的‘湖南骡子’。更隐藏‘老子不信邪’的脾气，其雄健不可一世，处世接物则虚衷缜密，转为流辈所弗逮。先生使人，事无大小，辄日慢慢细细。传闻耳熟是语，以为即先生生平治己之格言。”
黄兴的幕僚李书城，评价黄兴：“克强总是个最平实的人，做事有功不居，光明磊落，作战身先士卒，爱护袍泽，做人推诚务实，容忍谦恭，受谤不言诠，受害不怨尤，不道人之短，不说己之长。”
章士钊评价黄兴：“吾持以论交之武器，在‘无争’二字，然持此以御克强，则顿失凭依，手无寸铁。何以言之？我以无争往，而彼之无争尤先于我，大于我……天下最易交之友，莫如黄克强！”
楊度：「公谊不妨私，平日政见纷驰，肝胆至今推挚友；一身能敌万，可惜霸才无命，死生自古困英雄。」

## 家庭
- 父：黃筱村黃筱村
- 第一任妻子為廖淡如（1873－1939）。
  - 长子黄一歐，中国同盟会会员。
    - 長孫黄偉民（1937－）。中国体育教练员、中国国民党革命委员会党员、全国政协委员、黃興基金會會長。

  - 次子黄一中（1901-1991），曾任国民政府铁道部参事、内务部统计司司长。文革後，曾任蘇州市政協委員、民革蘇州主委。
    - 黄力文
    - 黄力工

  - 五子黄一寰，后改名黄鼐、黄乃，为遗腹子，被譽為「中國盲文之父」。

- - 长女黄振华，立法委员，其夫陈维纶為台湾师范大学教育学院院长。黄振华赴台灣後，續任立法委員，1989年回到大陸，三年後在蘇州病逝。
  - 次女黄文华，来历不详，生于日本，马来亚共产党创建人之一，其夫為黄文山。
  - 三女黄德华，其夫薛君度為历史学家，斯坦福大学政治系教授，以辛亥革命研究见长。

- 第二任妻子（重婚）為徐宗汉（1877－1944）。
  - 三子黄一美，其妻張瑛為张继之長女。1949年國民黨撤離大陸時，黃一美留居上海，曾於一次暗殺事件中被誤傷，1951年在上海去世。
  - 四子黄一球，中华航空公司机械总工程师，其妻程博德為程潜之女。黄一球1949年赴台灣，1964年在台灣病逝。[51]。

## 纪念
1911年11月3日，湖北军政府在武昌阅马场用木料搭台举行拜将仪式，黎元洪向黄兴授战时总司令印、旗和剑。今天的拜将台遗址被公布为湖北省文物保护单位。
1917年4月15日，在蔡锷国葬岳麓山之后3天，黄兴也国葬在岳麓山，并修有黄兴墓庐。1918年12月，在日本横滨市鶴見區的日本著名寺院“曹洞宗大本山总持寺 （页面存档备份，存于）”内的“手枕坂”边上的山岗上，立有一相当高大的 “黄君克强之碑”。碑文由前日本首相犬养毅手书。虽经88年岁月碑体碑文相当完好。
1933年，在武汉市武昌蛇山设立黄兴铜像。1955年因建设武汉长江大桥，将铜像搬至黄鹤楼剧场东侧。1985年10月迁至龟山东麓。
1934年，长沙市把最繁华的街道南正街改名黄兴路。在武汉、上海等城市也有黄兴路。在臺灣臺北市士林區和高雄市三民區也有克強路、黃興路之路名。1981年，黄兴故居被列为湖南省省重点文物保护单位，加以修葺并对外开放。1986年10月10日中国邮电部发行了志号为J.132的《辛亥革命著名领导人物》纪念邮票1套3枚。其中第二枚为黄兴像。另两枚为孙中山和章太炎像。1988年1月13日，黄兴故居和黄兴墓一起被列为全国重点文物保护单位。
2004年，黄兴诞辰130周年，湖南省各界人士以及黄兴等革命爱国人士的亲属代表出席矗立在长沙黄兴南路步行商业街北街口的黄兴铜像揭幕仪式。铜像高7.8米，表现黄兴一次回到故乡长沙的情景。基座4个立面浮雕，分别刻画他组织华兴会、创办中国同盟会、指挥武昌保卫战、与孙中山携手合作等重大历史事件。同时在上海黄兴公园，上海市领导也举行黄兴铜像揭幕仪式。上海黄兴铜像高2.8米，人物双手背后握剑，显示黄兴这位辛亥革命卓越领导人的军人形象。长沙县星沙镇等地也立有黄兴铜像。
2011年9月，在辛亥革命一百周年之际，湖南省委决定修建湖南辛亥革命人物纪念馆。纪念馆新建项目初步选址于黄兴故居纪念馆后花园。黄兴故居所在地高塘乡被更名为黄兴镇。
據悉，位於臺北市士林區的克強路，其命名也是出自於紀念黃興。

## 延伸阅读
- 《“惊人事业随流水”：甘当配角的黄兴》，傅国涌，《书屋》，二〇〇五年第八期，湖南长沙。
- 《长沙地名古迹揽胜》，陈先枢、金豫北
- 《惟楚有材——长沙世界之窗大型雕塑人物卷》，魏文彬
- 《孙中山与黄兴》，关涛、李振德
- 《黃興與中國革命 （页面存档备份，存于）》，薛君度 著，楊慎之 譯（長沙：湖南人民出版社，1980）